# William Cronjager
William Henry Cronjager (* 28. März 1930 in Queens, New York City, Vereinigte Staaten; † 25. Mai 1995 in Lake Havasu City, Arizona) war ein US-amerikanischer Kameramann beim Fernsehen.

## Leben und Wirken
Cronjager entstammte einer Dynastie von bekannten Kameraleuten mit deutschen Wurzeln (Kronjäger), die seit Stummfilmzeiten in Hollywood tätig waren: Sein Großvater war Henry Cronjager (1877–1967), sein Vater Henry Cronjager jr. (1906–1991) und sein Onkel, der bekannteste der Cronjagers, Edward Cronjager.
William Cronjager begann seine Laufbahn in den 1950er Jahren als Kameraassistent und wirkte in dieser Funktion für seinen Arbeitgeber, die 20th Century Fox, in der zweiten Hälfte dieses Jahrzehnts und zu Beginn der 1960er Jahre an prominenten Kinofilmen wie Der ehrbare Bigamist, Süd Pazifik, Haie der Großstadt und Rio Conchos mit. Zu seinen Lehrmeistern zählten Kameragrößen wie Leon Shamroy, Eugen Schüfftan, Milton R.Krasner und Joseph MacDonald.
1966 rückte Cronjager zum Chefkameramann auf und betreute die äußerst langlebige Fernsehserie Peyton Place. Es folgten Aufträge für eine Reihe von weiteren populären TV-Serien, darunter Alias Smith und Jones, Ein Sheriff in New York, Columbo, Ein Duke kommt selten allein, Polizeirevier Hill Street, Frank Buck – Abenteuer in Malaysia, Hart aber herzlich, Partners in Crime und Miami Vice. Für seine Kameraarbeit an der Pilotfolge zu Polizeirevier Hill Street, „Hill Street Station“, erhielt William Cronjager 1981 den Primetime Emmy. Darüber hinaus fotografierte Cronjager auch mehrere Einzelfilme für das Fernsehen, in den 1970er Jahren auch sporadisch für das Kino.
1988 zog er sich ins Privatleben zurück und verbrachte seinen Lebensabend in Arizona.

## Filmografie
als Kameramann für das Fernsehen, wenn nicht anders angegeben
- 1967–69: Peyton Place
- 1969–70: Bracken’s World
- 1971: Die Zwei von der Dienststelle (The Partners)
- 1971–72: Alias Smith und Jones (Alias Smith and Jones)
- 1972: Die Flucht des Pumas (Run, Cougar, Run) (Kinofilm)
- 1972–73: Ein Sheriff in New York
- 1973: How to Seduce a Woman (Kinofilm)
- 1975: Baretta
- 1973–76: Columbo
- 1976: Ein Wolf kehrt zurück (The Flight of the Grey Wolf)
- 1976: Vigilante Force – Das Gesetz sind wir (Vigilante Force) (Kinofilm)
- 1977: Der Mann aus Atlantis
- 1977: Tod an Bord (Killer on Board)
- 1978: Deadman’s Curve
- 1979: Turnabout
- 1979: Sheriff Lobo
- 1979–80: Ein Duke kommt selten allein
- 1980: Cannon’s Comeback
- 1981: Menschenhandel (Born to be Sold)
- 1981–82: Polizeirevier Hill Street
- 1983: Frank Buck – Abenteuer in Malaysia
- 1983–84: Hart aber herzlich
- 1984: Partners in Crime
- 1985: Miami Vice
- 1985: J.O.E. and the Colonel
- 1987: Im Dschungel der Großstadt (Alone in the Neon Jungle)
- 1988: Broken Angel

## Weblink
- William Cronjager bei IMDb

| Personendaten    | Personendaten                             |
| ---------------- | ----------------------------------------- |
| NAME             | Cronjager, William                        |
| ALTERNATIVNAMEN  | Cronjager, William Henry                  |
| KURZBESCHREIBUNG | US-amerikanischer Kameramann              |
| GEBURTSDATUM     | 28. März 1930                             |
| GEBURTSORT       | Queens, New York City, Vereinigte Staaten |
| STERBEDATUM      | 25. Mai 1995                              |
| STERBEORT        | Lake Havasu City, Arizona                 |